# Királyhegyalja
Királyhegyalja (1889-ig Sumjácz, szlovákul: Šumiac) község Szlovákiában, a Besztercebányai kerületben, a Breznóbányai járásban.

## Fekvése
Breznóbányától 40 km-re keletre, a Garam völgyében, a Király-hegytől délre fekszik, amelyről a nevét is kapta. A hegyen telepített tévéadóhoz a nagyközönség elől lezárt út vezet. A településhez Vereskő tartozik még.

## Története
A falu a 15. században a vlach jog alapján keletkezett, a murányi uradalomhoz tartozott, a községi bíró irányítása alatt állt. A történeti források megemlítik, hogy 1548-ban a török felégette és a falu elpusztult. Ezután az adóösszeírásokban 1566 körül, okiratokban 1573-ban tűnik fel először. 1573-ban „Schvmecz”, 1643-ban „Seömecz”, 1647-ben „Sumiacz”, 1647-ben „Sumjacz” alakban említik. Lakói állattenyésztéssel, fafeldolgozással, fazsindely készítéssel foglalkoztak. Mai templomát egy 1643-ból származó fatemplom helyén építették. A 17. században a faluban fűrésztelep és üvegkohó működött. A 18. század közepétől szénégetők működtek a község területén, melyek termékeit a Koháryak és a Coburgok közeli vaskohóiba szállították.
A 18. század végén Vályi András így ír róla: „SUMJACZ. Elegyes falu Gömör Várm. földes Ura Gr. Koháry Uraság, lakosai külömbfélék, fekszik Dopsinához 1 1/2 mértföldnyire; határja hegyes, vőlgyes, fája bőven, fűrész malma is van, legelője hasznos, és tágas.”
1828-ban 158 házában 1846 lakos élt.
A 19. század közepén Fényes Elek leírásában: „Sumjácz, orosz falu, Gömör és Kis-Honth egyesült vgyékben, Garan völgyében, Murányhoz északra 2 mfd., 89 r., 1457 g. kath. lak. Görög kath. paroch. templom. Földe köves, hideg s inkább marha, juhtartásra alkalmatos. Van vashámora, derék erdeje, és savanyúvize. F. u. herczeg Coburg. Ut. p. Rosnyó.”
A 19. század végén vasúti pálya épült Breznóbánya, majd 1903-ban Vereskő irányába. 1898-ban a település ismét leégett. 1900-ban 141 királyhegyaljai dolgozott a Felsőgarami Vasműben. A falu más lakói eközben pásztorkodással, fuvarozással, erdei munkákkal, szeszfőzéssel és szénégetéssel foglalkoztak.
Borovszky Samu monográfiasorozatának Gömör-Kishont vármegyét tárgyaló része szerint: „Sumjácz, a Királyhegy alján fekvő tót nagyközség, 294 házzal és 2569, nagyobb részben görök katholikus vallású lakossal. Egyike az ország legmagasabban fekvő községeinek, a hol nem ritkaság, hogy augusztusban is fűteni kell. A murányi vár tartozéka volt, melynek lakosai Koháry István alatt görög katholikusokká lettek. Most Szász Coburg Gothai Fülöp herczeg a birtokosa, a kinek itt erdőhivatala, vas- s pléhgyára és fűrésztelepe van. A község 1898-ban tűz következtében teljesen elpusztult, de a herczeg segítségével újra felépült és most egyike a vármegye legcsinosabb és legrendezettebb községeinek. A községben két templom van, római és görög katholikus. Az utóbbi 1825-ben, az előbbi 1776-ban épült. Ide tartoznak Vereskő, Zlatnó, Svábolka, Nándorhuta és Nándorvölgy, mind megannyi gyártelepe a herczegi uradalomnak. Vörösvár maga egész kis község, külön templommal, plébániával és postával, gőzfűrészszel, uradalmi erdészeti hivatallal, gyógytárral és vendéglővel. Távírója Pohorellán a gyárban van, vasúti állomása pedig Murány.”
A trianoni diktátumig Gömör-Kishont vármegye Garamvölgyi járásához tartozott.

## Népessége
| Év:            | 1994. | 2004.   | 2014.   | 2024.   |
| -------------- | ----- | ------- | ------- | ------- |
| Emberek száma: | 1558  | 1415    | 1290    | 1309    |
| Eltérés:       |       | -9,17 % | -8,83 % | +1,47 % |

| Év:            | 2023. | 2024.   |
| -------------- | ----- | ------- |
| Emberek száma: | 1310  | 1309    |
| Eltérés:       |       | -0,07 % |

Ruszinok alapították a 15. században, lakossága azonban a 17. század folyamán elszlovákosodott.[forrás?]
1910-ben 2558 lakosából 2245 szlovák és 273 magyar anyanyelvű volt.
2001-ben 1479 lakosából 1228 szlovák volt.
2011-ben 1349 lakosából 1146 szlovák volt.

## Nevezetességei
- Barokk-klasszicista stílusú temploma 1775-ből való, Koháry István adományából épült.
- A plébánia épületét 1778-ban Koháry Ignác építtette.
- Klasszicista stílusú kápolnája 1823-ban épült a Hétfájdalmú Szűzanya tiszteletére.
- A faluban még egy kápolna is áll a falu alsó végén található forrásnál épült Szentkútnál.

## Lásd még
- Vereskő